# Георги Митов (революционер)
Вижте пояснителната страница за други личности с името Георги Митов.
Георги Митов е български революционер, деец на Вътрешната македоно-одринска революционна организация и на Българския земеделски народен съюз.

## Биография
Георги Митов е роден в 1886 година в горноджумайското село Осеново, което тогава е в Османската империя. Влиза във ВМОРО и става близък привърженик на Яне Сандански. След освобождението на Петричко в 1912 година става член на БЗНС. От 1919 до 1922 година е кмет на Осеново и е издигнат за член на околийското ръководство на БЗНС. Митов е сред дейците на БЗНС, които искат сътрудничество с БКП.
В 1922 година е отвлечен от дейци на влязлата в конфликт с БЗНС Вътрешна македонска революционна организация и убит неизвестно къде.